# Awara (langue)
Pour les articles homonymes, voir Awara.
L’awara est une langue papoue parlée en Papouasie-Nouvelle-Guinée, dans la province de Morobe. Ses 1 800 locuteurs vivent principalement dans 14 villages du district de Markham, au sud des monts Finisterre.
L’awara appartient à la branche finisterre-huon des langues de Trans-Nouvelle-Guinée.

## Écriture
| Majuscules          | Majuscules | Majuscules | Majuscules | Majuscules | Majuscules | Majuscules | Majuscules | Majuscules | Majuscules | Majuscules | Majuscules | Majuscules | Majuscules | Majuscules | Majuscules | Majuscules | Majuscules | Majuscules | Majuscules | Majuscules | Majuscules | Majuscules | Majuscules | Majuscules | Majuscules |
| ------------------- | ---------- | ---------- | ---------- | ---------- | ---------- | ---------- | ---------- | ---------- | ---------- | ---------- | ---------- | ---------- | ---------- | ---------- | ---------- | ---------- | ---------- | ---------- | ---------- | ---------- | ---------- | ---------- | ---------- | ---------- | ---------- |
| A                   | Ä          | B          | D          | E          | F          | G          | Gw         | H          | I          | J          | K          | Kw         | L          | M          | N          | Ng         | Ngw        | O          | P          | S          | T          | U          | W          | X          | Y          |
| Minuscules          |            |            |            |            |            |            |            |            |            |            |            |            |            |            |            |            |            |            |            |            |            |            |            |            |            |
| a                   | ä          | b          | d          | e          | f          | g          | gw         | h          | i          | j          | k          | kw         | l          | m          | n          | ng         | ngw        | o          | p          | s          | t          | u          | w          | x          | y          |
| Valeurs phonétiques |            |            |            |            |            |            |            |            |            |            |            |            |            |            |            |            |            |            |            |            |            |            |            |            |            |
| /a/                 | /ɜ/        | /b/        | /d/        | /e/        | /f/        | /ɡ/        | /ɡʷ/       | /h/        | /i/        | /dʒ/       | /k/        | /kʷ/       | /l/        | /m/        | /n/        | /ŋ/        | /ŋʷ/       | /o/        | /p/        | /s/        | /t/        | /u/        | /w/        | /ɣ/        | /j/        |

## Phonologie

### Consonnes
L’awara a dix-huit phonèmes consonantiques dont certains ont plusieurs allophones.
|            |          | Labiales | Alvéolaires | Palatale | Labio-vélaires | Vélaires | Glottales |
| ---------- | -------- | -------- | ----------- | -------- | -------------- | -------- | --------- |
| Occlusives | Sonores  | b        | d           |          | ɡʷ             | ɡ        |           |
| Occlusives | Sourdes  | p        | t           |          | kʷ             | k        | (ʔ)       |
| Fricatives | Sonores  | β        |             |          |                | ɣ        |           |
| Fricatives | Sourdes  |          | s           |          |                |          | h         |
| Nasales    | Nasales  | m        | n           |          | ŋʷ             | ŋ        |           |
| Latérale   | Latérale |          | l           |          |                |          |           |
| Spirante   | Spirante |          |             | j        |                |          |           |

À ces consonnes s’ajoute le coup de glotte : il est présent en début de mot avant une voyelle, où il n’est pas pertinent : /i/ (« ici ») peut se prononcer aussi bien [i] que [ʔi]. On le trouve en milieu de mot dans seulement deux interjections : /hiʔi/ (« oui ») et /eʔu/ (« merci »).
Les trois occlusives sonores /b/, /d/ et /ɡ/ ne se trouvent jamais en fin de syllabe. Elles sont toujours prénasalisées entre deux voyelles, et souvent en début de mot. La prénasalisation ferme la syllabe précédente (si la consonne suit une voyelle) ; en début de mot, elle peut ajouter une nouvelle syllabe. Les occlusives sonores peuvent être dévoisées, mais cela arrive plutôt rarement. Par exemple :
- /dɜki/ (« bois ») peut être prononcé [dɜ.kʰi], [ⁿdɜ.kʰi], [n.dɜ.kʰi] ou [tɜ.kʰi] ;
- /jaɡɜ/ (« eau ») peut être prononcé [jaŋ.ɡɜ] ou [jaŋ.kɜ][P 5].

Ces règles de prénasalisation (mais pas celles de voisement) s’appliquent aussi à /ɡʷ/ : /ɡʷak/ (« germe ») peut être réalisé [ɡʷak], [ᵑɡʷak] ou [ŋ.ɡʷak].
Les occlusives sourdes /p/, /t/ et /k/ sont aspirées en début de mot ainsi qu’entre deux voyelles. En fin de syllabe, elles ne sont pas relâchées (sauf en fin d’énoncé, ou si le mot est prononcé en isolation). Comme les occlusives sonores peuvent être dévoisées, la principale différence entre les occlusives sourdes et sonores est en fait l’aspiration et la prénasalisation.
Les trois nasales /m/, /n/ et /ŋ/, quand elles sont entre deux voyelles, ont tendance à fermer la syllabe précédente, surtout dans un discours lent : /ina/ pourra être réalisé /i.na/ ou /in.na/.
/β/ a trois allophones : [β], [w] et [v] (facultativement) après [i]. Certains locuteurs prononcent les mots qui commencent par /pu/ [βu] ou [wu] : /puja/ (« jardin ») peut être prononcé [pʰuja], [βuja] ou [wuja], au choix du locuteur. /l/ a aussi trois allophones : [l], [ɾ] et [ɹ] (ce dernier étant moins courant), en variante libre. Enfin, la friction de /ɣ/ est parfois tellement faible que le phonème n’est pas prononcé.

### Voyelles
L’awara a six voyelles phonémiques.
|          | Antérieures | Centrales | Postérieures |
| -------- | ----------- | --------- | ------------ |
| Fermées  | i           |           | u            |
| Moyennes | e           | ɜ         | o            |
| Ouverte  |             | a         |              |

/i/, /e/ et /u/ ont les allophones [ɪ], [ɛ] et [ʊ], le plus souvent devant [m] et [l].
Il n’y a pas de diphtongues phonémiques : deux voyelles qui se suivent appartiennent à deux syllabes différentes.

### Syllabes
Les syllabes en awara sont de la forme (C)V(C) : une voyelle éventuellement précédée et/ou suivie d’une consonne. Il est donc possible d’avoir deux consonnes qui se suivent à l’intérieur d’un mot, mais toutes les combinaisons ne sont pas autorisées.